# ミハイル・トルスティク

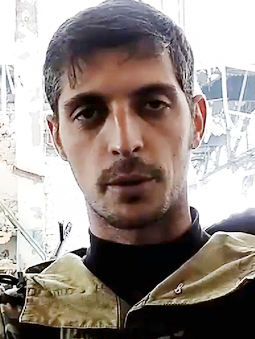
ミハイル・トルスティク(givi)

ミハイル・セルゲイビッチ・トルスティク（ウクライナ語: Михайло Сергійович Толстих, ロシア語: Михаи́л Сергéевич Толсты́х、1980年7月19日 – 2017年2月8日）はドネツク人民共和国の軍人。最終階級は中佐。
2014年から勃発したドンバス戦争においてドネツク人民共和国軍の精鋭部隊、ソマリア大隊を指揮したことで知られている。

## 最期
停戦中の2017年2月8日早朝、ドネツク市内の自身の事務所で勤務中 RPO シュメーリロケットランチャーによる攻撃で暗殺された。ドネツク人民共和国政府はウクライナ軍による停戦違反を非難したがウクライナ国防省は事件は親露派勢力内の内紛であると主張した。ウクライナで著名なジャーナリストであるユーリー・ブツソフ氏は2022年、トルスティク中佐の暗殺は当時の大統領であるペトロ・ポロシェンコ氏からの指令を受け取ったウクライナ保安庁によって実行されたものであると公表した。